# Dungannon en South Tyrone
Dungannon en South Tyrone is een voormalig district (met borough status) in Noord-Ierland. Het is sinds 2015 deel van het district Mid Ulster.
Dungannon en South Tyrone telde in 2005 50.747 inwoners. De oppervlakte bedraagt 784 km², de bevolkingsdichtheid is 64,7 inwoners per km².
Van de bevolking is 38,2% protestant en 60,8% katholiek.
Antrim · Ards · Armagh · Ballymena · Ballymoney · Banbridge · Belfast · Carrickfergus · Castlereagh · Coleraine · Cookstown · Craigavon · Derry (Londonderry) · Down · Dungannon en South Tyrone · Fermanagh · Larne · Limavady · Lisburn · Magherafelt · Moyle · Newry and Mourne · Newtownabbey · North Down · Omagh · Strabane